# أستريد كارولينا هيريرا
أستريد كارولينا هيريرا (بالإسبانية: Astrid Carolina Herrera)‏ هي عارضة وممثلة فنزويلية، ولدت في 23 يونيو 1964 في ياراكوي في فنزويلا.

## أعمال

### مسلسلات
- ثمار الحب

## وصلات خارجية
- أستريد كارولينا هيريرا على موقع IMDb (الإنجليزية)
- أستريد كارولينا هيريرا على موقع قاعدة بيانات الفيلم (الإنجليزية)